# Pansemal
Pansemal é uma cidade e uma nagar panchayat no distrito de Barwani, no estado indiano de Madhya Pradesh.

## Geografia
Pansemal está localizada a 21° 39′ N, 74° 42′ L. Tem uma altitude média de 242 metros (793 pés).

## Demografia
Segundo o censo de 2001, Pansemal tinha uma população de 10 745 habitantes. Os indivíduos do sexo masculino constituem 52% da população e os do sexo feminino 48%. Pansemal tem uma taxa de literacia de 59%, inferior à média nacional de 59,5%: a literacia no sexo masculino é de 68% e no sexo feminino é de 49%. Em Pansemal, 17% da população está abaixo dos 6 anos de idade.